# Sala do Hidromel
A Sala do Hidromel (Mjødhall) na antiga Escandinávia e na Europa Germánica, era uma sala de festas, inicialmente uma construção longa com uma única sala. Do século V até a Idade Média, tal edifício era a residência de um senhor e dos seus servos. O salão de hidromel era geralmente o grande salão do rei.

## Mitologia
Do século X em diante na mitologia nórdica, existem inúmeros exemplos de salas onde os mortos podem chegar. O exemplo mais conhecido é Valhalla, o salão onde Odin recebe metade dos mortos perdidos na batalha. Freyja, por sua vez, recebe a outra metade em Sessrúmnir.
A história de Beowulf inclui uma sala chamada heorot.